# تيوفيلو سيد
تيوفيلو سيد (بالإسبانية: Teófilo Cid)‏ هو كاتب وشاعر تشيلي، ولد في 27 سبتمبر 1914، وتوفي في 15 يونيو 1964.